# Moana Hotel
El Hotel Moana es un edificio hotelero histórico en Honolulu, Hawái, ubicado en 2365 Kalākaua Avenue en el vecindario de Waikiki. Construido a fines del siglo XIX como el primer hotel en Waikiki, Moana abrió sus puertas en 1901. Está incluido en el Registro Nacional de Lugares Históricos. El edificio actualmente forma parte del complejo turístico conocido como Moana Surfrider, A Westin Resort & Spa y es administrado por Westin Hotels & Resorts.

## Historia

### Hotel Moaña
El rico terrateniente de Honolulu, Walter Chamberlain Peacock, en un esfuerzo por establecer un excelente centro turístico en el área de Waikiki de Honolulu, anteriormente descuidada, incorporó Moana Hotel Company en 1896. Trabajando con un diseño del arquitecto Oliver G. Traphagen y $150,000 de capital, los contratistas de The Lucas Brothers completaron la estructura en 1901. La construcción de The Moana marcó el comienzo del turismo en Waikiki, convirtiéndose en el primer hotel en medio de los búngalos y casas de playa. En hawaiano, moana significa mar abierto u océano.
La arquitectura de Moana estuvo influenciada por los estilos europeos populares en ese momento, con columnas jónicas e intrincados detalles de madera y yeso en todo el edificio. El Moana fue diseñado con una gran puerta cochera en el lado de la calle y amplios lānais en el lado del océano. Algunas de las 75 habitaciones tenían teléfonos y baños (algo inusual en ese momento), y el hotel contaba con una sala de billar, salón, salón principal, área de recepción y biblioteca. Peacock instaló el primer ascensor eléctrico en las islas en Moana, que todavía está en uso. Las características de diseño de la estructura original que sobreviven hasta el día de hoy incluyen pasillos extra anchos (para acomodar baúles de vapor), techos altos y ventanas de ventilación cruzada (para enfriar las habitaciones antes del aire acondicionado).
Se inauguró oficialmente el 11 de marzo de 1901. Sus primeros huéspedes fueron un grupo de Shriners, quienes pagaron $1.50 por noche por sus habitaciones. Peacock no tuvo éxito con su esfuerzo y vendió el hotel el 2 de mayo de 1905 a Alexander Young, un destacado hombre de negocios de Honolulu que también era propietario del adyacente Honolulu Seaside Hotel y del Alexander Young Hotel en el centro de Honolulu. Después de la muerte de Young en 1910, su Territorial Hotel Company operó el hotel.
Creció junto con la popularidad del turismo hawaiano. Se agregaron dos pisos en 1918, junto con alas de hormigón de estilo renacentista italiano a cada lado del hotel, creando la forma de H que se ve hoy. En 1925, el hotel abrió una serie de búngalos con estructura de madera en una gran parcela de terreno directamente al otro lado de la avenida Kalakaua, donde se había ubicado la finca ʻĀinahau de la princesa Kaʻiulani.
Matson Navigation Company y Castle & Cooke compraron una participación mayoritaria en Territorial Hotel Company en 1925, para demoler su Honolulu Seaside Hotel y construir el Royal Hawaiian Hotel en el sitio. El turismo en Hawái colapsó debido a la Gran Depresión y Territorial Hotel Company se declaró en bancarrota en septiembre de 1933, Matson asumió el control de sus hoteles a través de su división Hawaii Properties Ltd. y Castle & Cooke canceló su inversión.
A lo largo de la década de 1930, el hotel se conocía como Moana-Seaside Hotel & Búngalos, tomando el nombre de su vecino demolido.
En 1941, Hawaii Properties Ltd. se disolvió y Matson asumió el control directo del hotel.
La apariencia exterior del hotel se modificó ligeramente a lo largo de los años, incluidas las "actualizaciones" de diseños como Art Deco en la década de 1930 y Bauhaus en la década de 1950.
De 1935 a 1975, el patio fue sede de la transmisión de radio en vivo Hawaii Calls. Cuenta la leyenda que los oyentes confundieron el silbido de la transmisión de radio con las olas rompiendo en la playa. Al enterarse de esto, el presentador le indicó al técnico de sonido que corriera hasta el paseo marítimo para grabar el sonido, que se convirtió en un elemento básico del programa.
En 1952, Matson construyó un nuevo hotel adyacente en el lado sureste, llamado SurfRider Hotel. En 1953, Matson demolió los búngalos de Moana al otro lado de la calle y, dos años después, abrió el nuevo Princess Kaiulani Hotel sobre ellos. Matson vendió todas sus propiedades hoteleras en Waikiki a Sheraton Hotels and Resorts en 1959.
Sheraton vendió Moana y SurfRider al industrial japonés Kenji Osano y su Kyo-Ya Company en diciembre de 1963 por $ 10,7 millones, aunque Sheraton continuó administrándolos. En 1969, Kyo-Ya construyó un hotel nuevo e imponente en el lado noroeste de Moana. Lo llamaron Surfrider Hotel. El SurfRider Hotel más antiguo del otro lado se convirtió en parte de Moana, llamado Diamond Head Wing.

### Moana Surfista
En 1989, una restauración de $ 50 millones diseñada por la arquitecta de Hawái Virginia D. Murison restauró el Moana a su apariencia de 1901 e incorporó los edificios Sheraton Surfrider Hotel de 1969 y SurfRider Hotel de 1952 con el edificio Moana Hotel de 1901 en un complejo frente al mar, el Sheraton. Moana Surfista. El nuevo complejo incluía 793 habitaciones (incluidas 46 suites), una piscina de agua dulce, tres restaurantes, un bar en la playa y un snack bar junto a la piscina. La propiedad ha sido reconocida con el Premio de Preservación Histórica del Presidente, el Premio de Honor de Preservación Nacional, el Premio del Renacimiento de Hawái y el Premio Internacional Golden Bell de la Asociación de Ventas y Marketing de Hoteles. La principal sección histórica del hotel, el Banyan Wing, ha sido incluida en el Registro Nacional de Lugares Históricos.
Fue la base de operaciones de unos 24 empleados de Casa Blanca que acompañaron al presidente Barack Obama a su Casa Blanca de invierno en Plantation Estate durante las visitas navideñas.
En 2007, Sheraton Hotels & Resorts, la empresa administradora, cambió su nombre a Westin Hotels & Resorts, y el nombre del hotel se convirtió en Moana Surfrider, A Westin Resort & Spa. El ala de 1901 ahora se conoce como el ala histórica de Banyan. El edificio bajo del SurfRider Hotel de 1952 es hoy el Diamond Wing. El edificio Surfrider Hotel de 1969 ahora se llama Tower Wing.

## El árbol de higuera
En el centro del patio de Moana Surfrider se encuentra un gran árbol de higuera de Bengala. El baniano indio fue plantado en 1904 por Jared Smith, director de la Estación Experimental del Departamento de Agricultura. Cuando se plantó, el árbol medía casi siete pies de alto y tenía unos siete años. Ahora mide 75 pies de alto y se extiende 150 pies a lo largo del patio.
En 1979, el árbol histórico fue uno de los primeros en ser incluido en la Lista de árboles raros y excepcionales de Hawái. También ha sido seleccionado por la Junta de Síndicos de América the Beautiful Fund como el sitio para la designación del Árbol Histórico del Milenio de Hawái, que selecciona un árbol histórico en cada estado para su protección en el nuevo milenio.

## Tradición hotelera

### Ricos y famosos
Tan pronto como abrió, una avalancha incesante de turistas de los Estados Unidos continentales entró a raudales por sus puertas. Su invitado más famoso llegó en 1920. El Príncipe de Gales, que más tarde se convertiría en el Rey Eduardo VIII, deambulaba por la propiedad, y, según los informes, se enamoró del muelle privado, desde el cual con frecuencia se zambullía en el océano.
En agosto de 1922, la autora Agatha Christie y su esposo, el coronel Archie Christie, se quedaron de vacaciones. Estaban viajando por todo el mundo como parte de la Exposición de la Misión del Dominio del Imperio Británico, promocionando la exposición que se llevaría a cabo en Inglaterra en 1924.
En febrero de 1905, Jane Stanford, cofundadora de la Universidad de Stanford, murió de envenenamiento por estricnina en una habitación del Hotel Moana. Se cree que Stanford fue asesinado, pero nunca se identificó la fuente de la estricnina.

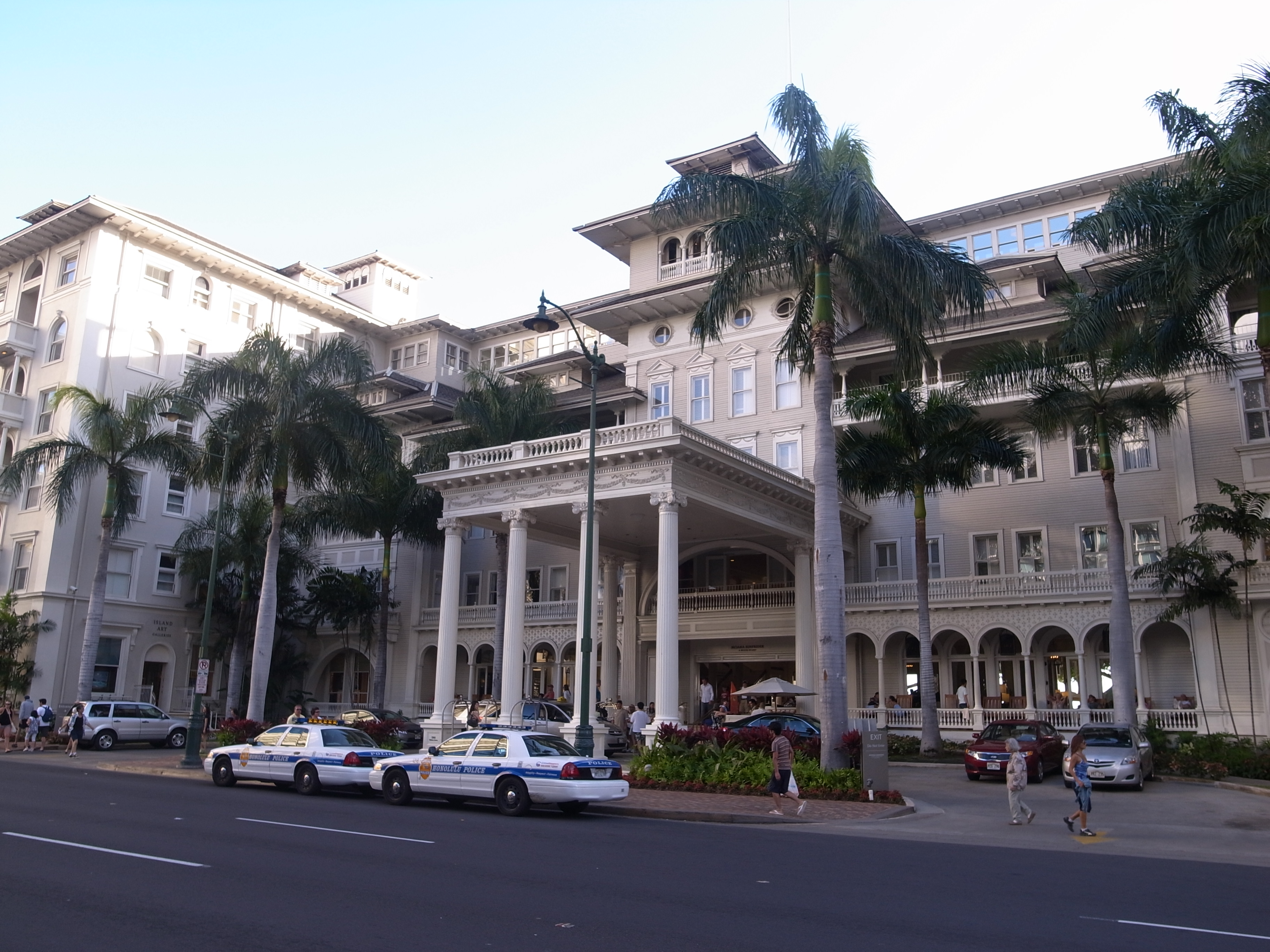
Ala original de 1901
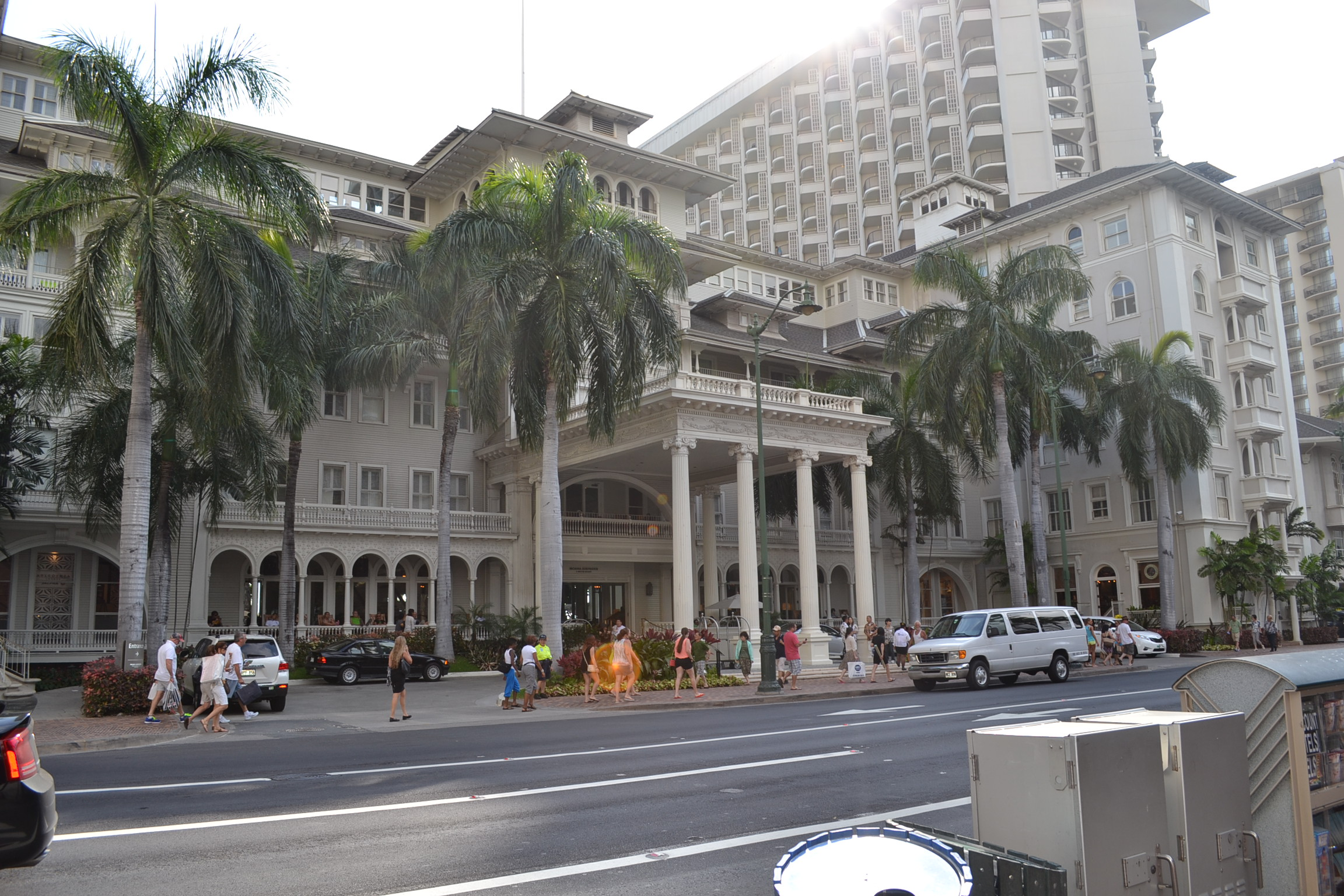
Moana, con la torre Surfrider de 1969 detrás
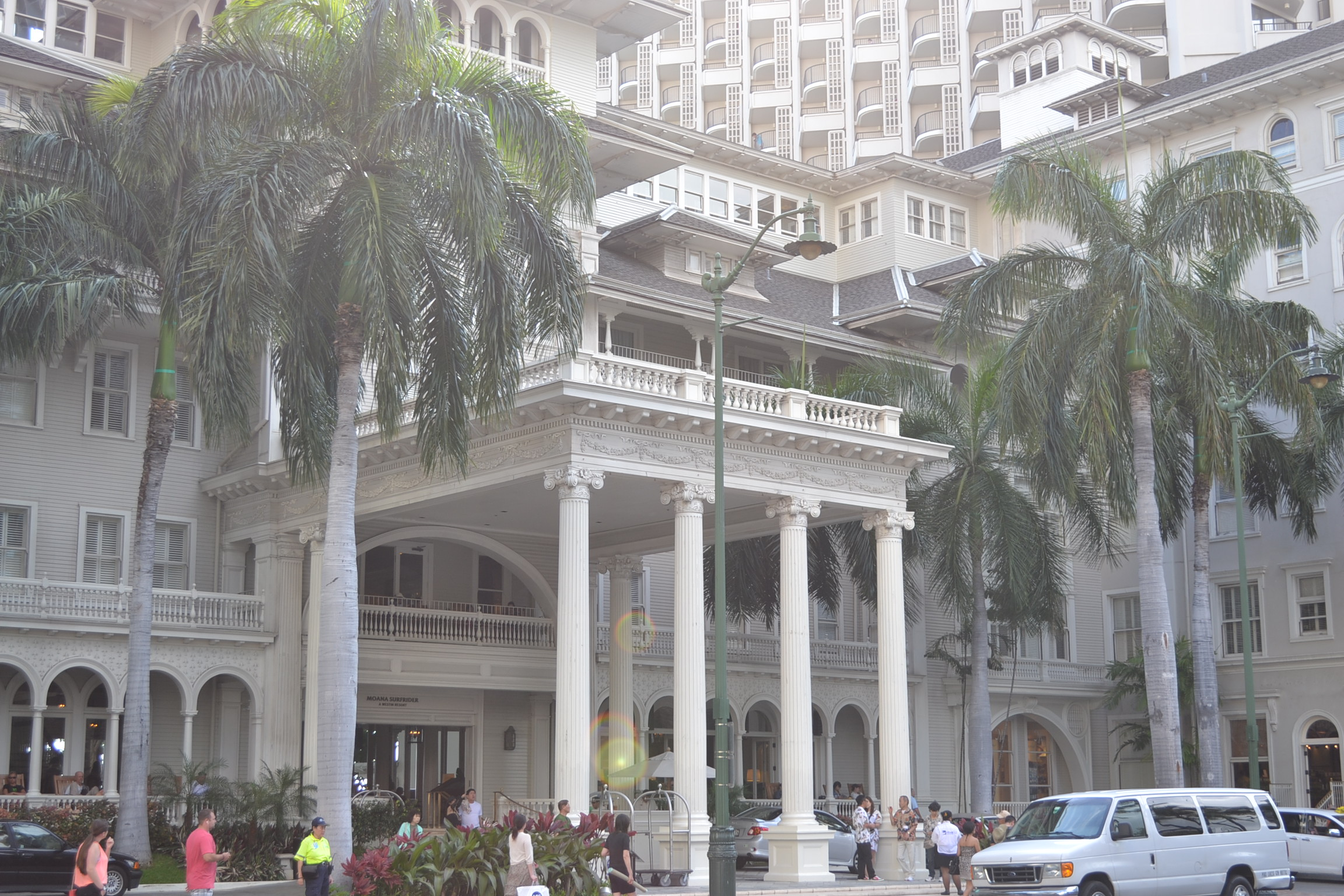
La puerta cochera, recreada en la restauración de 1989.
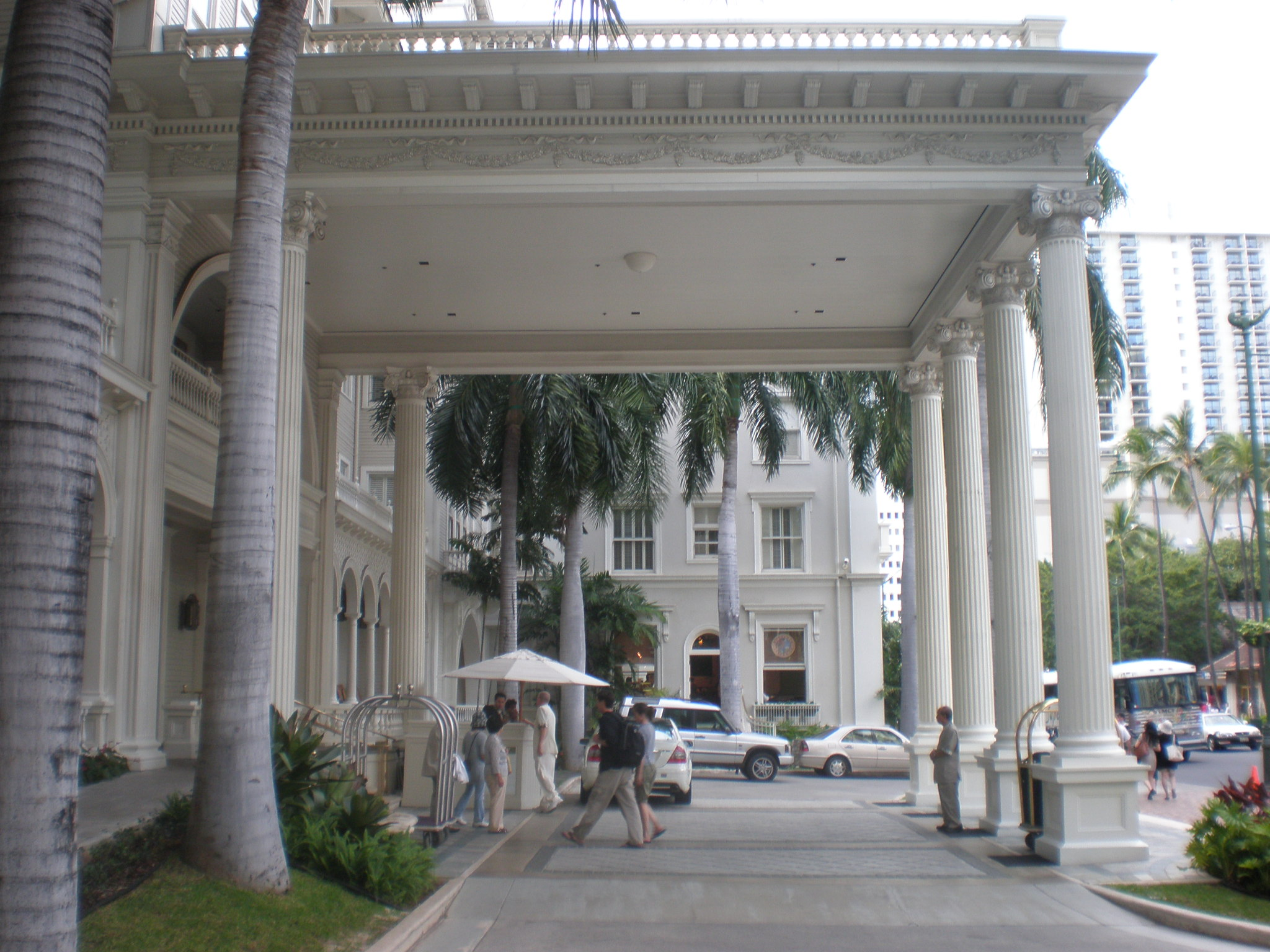
puerta cochera
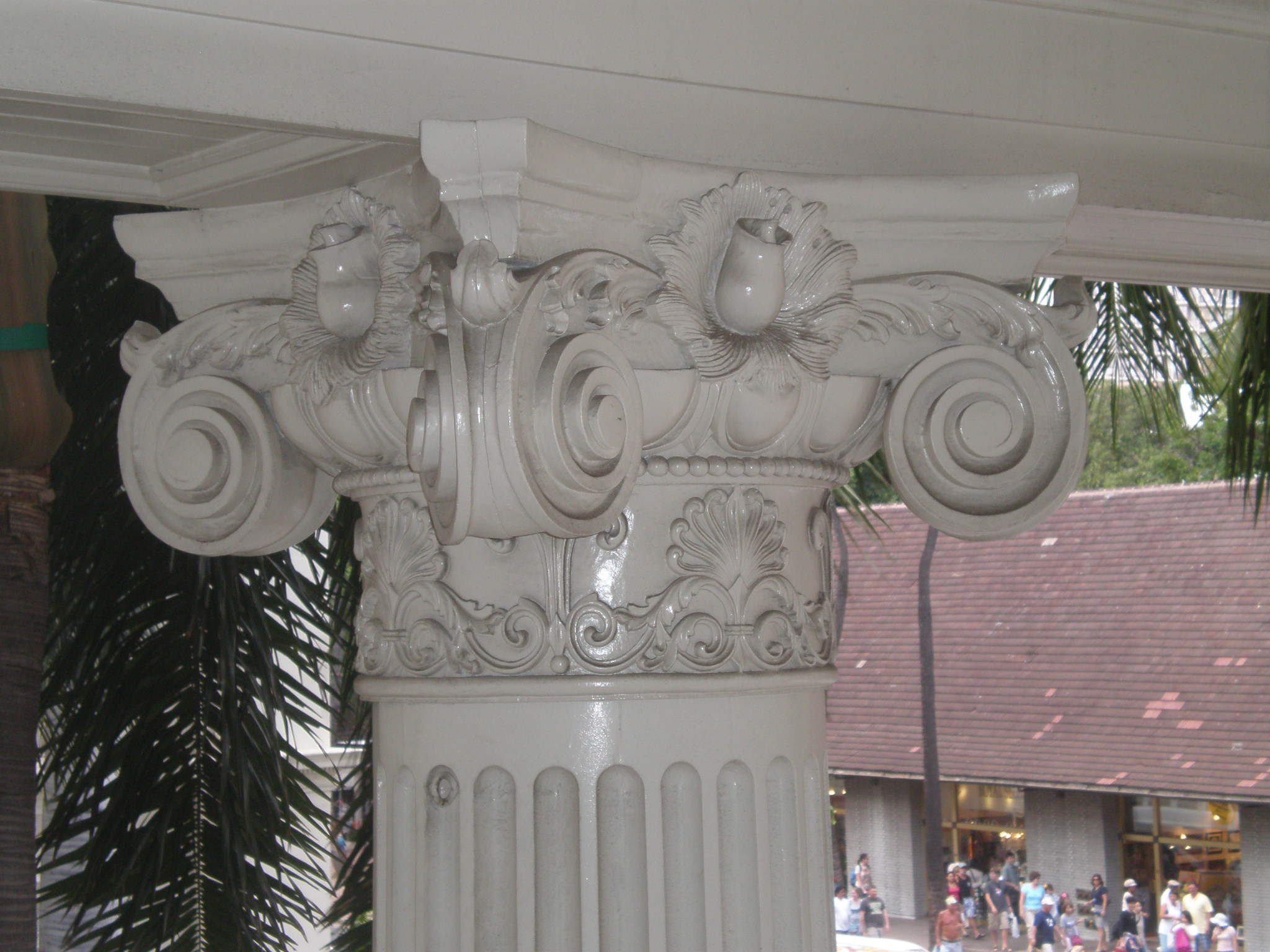
Capitel de columna corintia
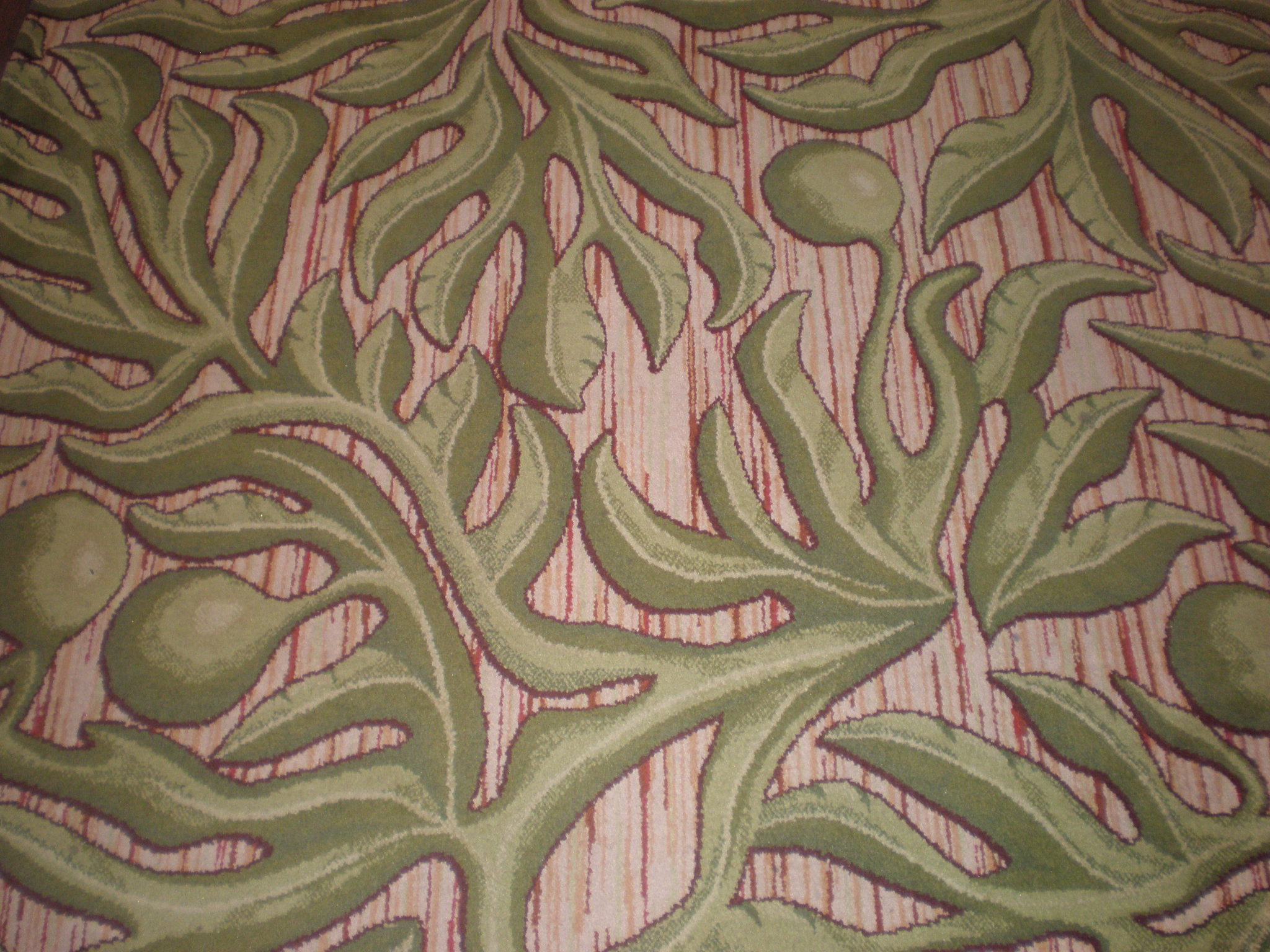
Alfombra con motivos de fruta del pan
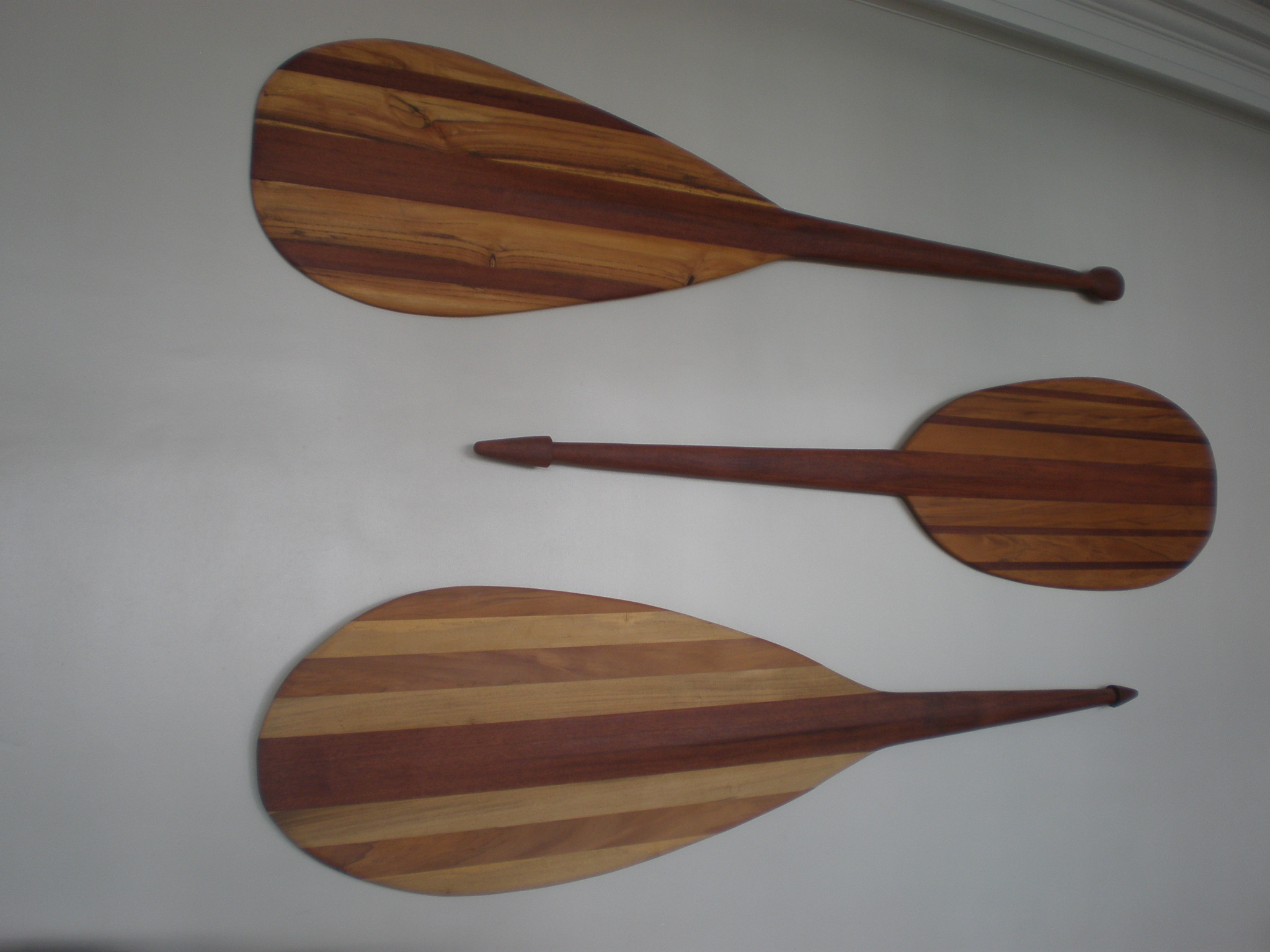
Remos de canoa hawaiana en la pared
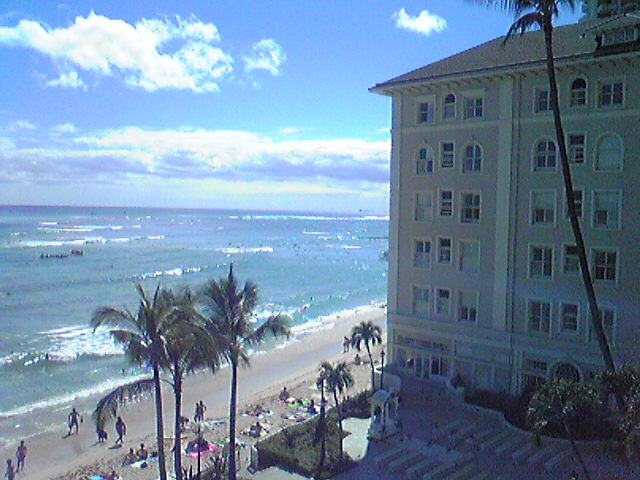
Vista desde la habitación frente al mar
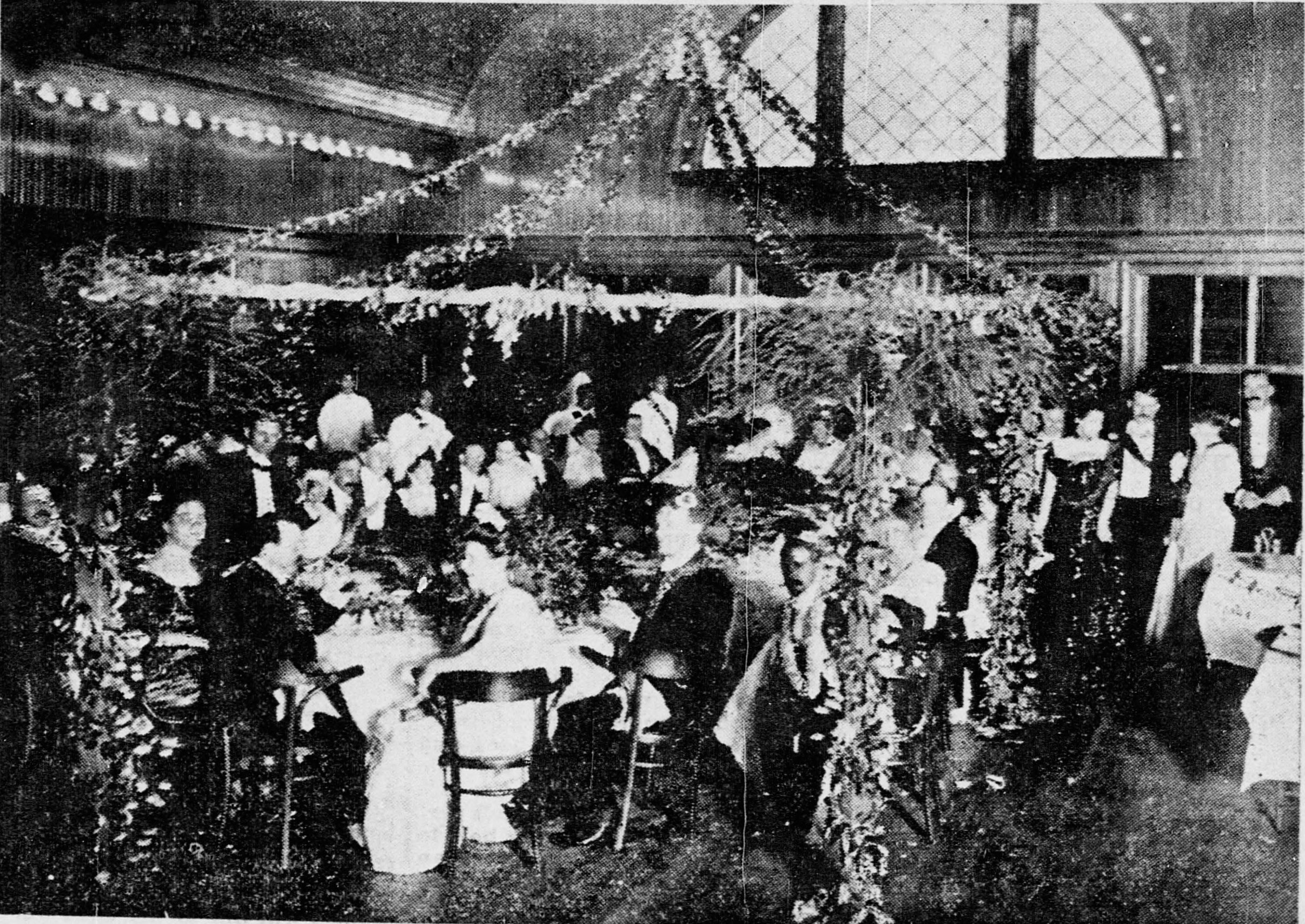
Banquete en el hotel, 1905

## Otras lecturas
- Stan Cohen. 1996. Una historia pictórica del Sheraton Moana Surfrider, Pictorial Histories Publishing Company, Inc.
- Robert WP Cutler. 2003. La misteriosa muerte de Jane Stanford, Stanford University Press.
- Glen Subvención. 1996. Waikīkī Ayer, Mutual Publishing Co.
- Don Hibbard y David Franzen. 1995. La vista desde Diamond Head: Royal Residence to Urban Resort, Editions Ltd.
- George S. Kanahele. 1996. Waikīkī, 100 a. C. a 1900 d. C.: una historia no contada, University of Hawai ʻ i Press.
- Pukui, Mary K., Samuel H. Elbert y Esther T. Mookini. 1976. Nombres de lugares de Hawai ʻ i, Edición revisada y ampliada. Universidad Prensa de Hawai'i ʻ Honolulu. 289 págs.

## enlaces externos
- Wikimedia Commons alberga una categoría multimedia sobre Moana Hotel.

- Página web oficial

- Datos: Q5976838
- Multimedia: Moana Hotel / Q5976838